# Léon Jaminé
Léon Jaminé (Hasselt, 10 april 1858 - Hoepertingen, 4 oktober 1921) was een Belgisch architect.
Hij was de zoon van Herman Jaminé, die provinciaal architect van Limburg was, en volgde zijn vader in deze functie op. Ook zijn grootvader, Lambert Jaminé, was provinciaal architect. Hij werd officieel benoemd in 1889. Vanaf 1896 was hij katholiek gemeenteraadslid te Hasselt, en vanaf 1918 directeur van de Tekenacademie en Nijverheidsschool in dezelfde stad.
Jaminé was de ontwerper van tal van openbare gebouwen en - in neogotische stijl gebouwde - kerken in de Belgische provincie Limburg. Toen aldaar de steenkool werd ontdekt heeft Jaminé zich ingezet voor de bouw van de gezonde en zedige huisvesting van de vele te vestigen mijnwerkers, hetgeen resulteerde in de bouw van mijnwerkerscités in de vorm van tuinwijken.
De plannen die Léon Jaminé tekende in opdracht van het provinciebestuur van Limburg, worden bewaard door de Bibliotheek Hasselt Limburg binnen de Collectie Limburgensia.